# Tánya Szavicseva

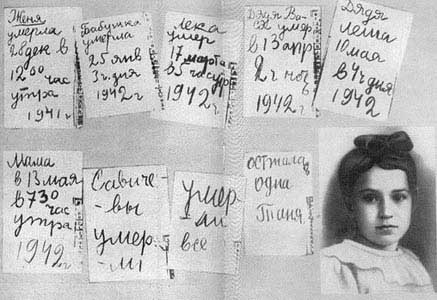
Tanya Szavicseva, orosz iskolás lány, akinek alakja a II. világháborús szovjet hősi ellenállás és a leningrádi blokád egyik szimbólumává vált

Tatyjána Nyikolajevna Szavicseva (oroszul Татьяна Николаевна Савичева), (Tánya Szavicseva, Таня Савичева) (1930. január 25. – 1944. július 1.) egy fiatal orosz lány volt, aki Leningrád ostroma alatt egy szűkszavú naplóban tudósított családtagjainak haláláról. A rövid, de annál megindítóbb írás később bizonyítékként szolgált a náci háborús főbűnösöket elítélő nürnbergi per során.

## Élete
Apja – Nyikolaj Rogyionovics Szavicsev – pék, anyja – Marija Ignatyjevna Szavicseva – varrónő. Hatéves korában veszítette el édesapját, ezután anyja egyedül nevelte a három lányt (Tánya, Zsenya és Nyina) és a két fiútestvért (Mihailt és Ljokát).

## A napló bejegyzései
Zsenya 1941. dec. 28-án, 12.30-kor meghalt.
Nagymama 1942. jan. 25-én, du. 3-kor meghalt.
Ljoka 1942. márc. 17-én, reggel 5-kor meghalt.
Vászja bácsi 1942. ápr. 13-án, két órával éjfél után meghalt.
Ljosa bácsi 1942. máj. 10-én, du. 4-kor meghalt.
Mama 1942. máj. 13-án, reggel 7.30-kor meghalt.
A Szavicsevek meghaltak.
Mindenki meghalt.
Csak Tánya maradt meg.